# Fredonia (condado de Ozaukee, Wisconsin)
Fredonia es un pueblo ubicado en el condado de Ozaukee en el estado estadounidense de Wisconsin. En el Censo de 2010 tenía una población de 2.172 habitantes y una densidad poblacional de 24,35 personas por km².

## Geografía
Fredonia se encuentra ubicado en las coordenadas 43°30′52″N 87°59′31″O / 43.51444, -87.99194. Según la Oficina del Censo de los Estados Unidos, Fredonia tiene una superficie total de 89.21 km², de la cual 88.37 km² corresponden a tierra firme y (0.94%) 0.84 km² es agua.

## Demografía
Según el censo de 2010, había 2.172 personas residiendo en Fredonia. La densidad de población era de 24,35 hab./km². De los 2.172 habitantes, Fredonia estaba compuesto por el 97.7% blancos, el 0.18% eran afroamericanos, el 0.09% eran amerindios, el 0.14% eran asiáticos, el 0.09% eran isleños del Pacífico, el 0.92% eran de otras razas y el 0.87% pertenecían a dos o más razas. Del total de la población el 2.53% eran hispanos o latinos de cualquier raza.